# Salma Hayek
Salma Hayek Pinault (n. 2 septembrie 1966, Coatzacoalcos⁠(d), Estado de Veracruz, Mexic) este o actriță, regizoare și producătoare de film mexicană și americană. Ea și-a început cariera în Mexic, în telenovela Teresa, jucând apoi în filmul El Callejón de los Milagros, rol pentru care a fost nominalizată la Premiul Ariel. În 1991 Hayek s-a mutat la Hollywood, consacrându-se prin rolurile din Desperado (1995), Dogma (1999) și Wild Wild West (1999).
Ea este prima actriță mexicană nominalizată la Premiul Oscar pentru cea mai bună actriță și a doua actriță latino-americană care a primit o nominalizare la premiile Oscar, după Fernanda Montenegro. Nominalizarea la Oscar a fost pentru rolul interpretat în filmul Frida, creație pentru care a fost nominalizată și la Globul de Aur și la Premiul BAFTA.
Pe 19 noiembrie 2021, Salma Hayek a fost onorată cu o stea pe Hollywood Walk of Fame. La ceremonia de premiere au participat, alături de familia actriței, actorul Adam Sandler și regizoarea Chloé Zhao.

## Biografie

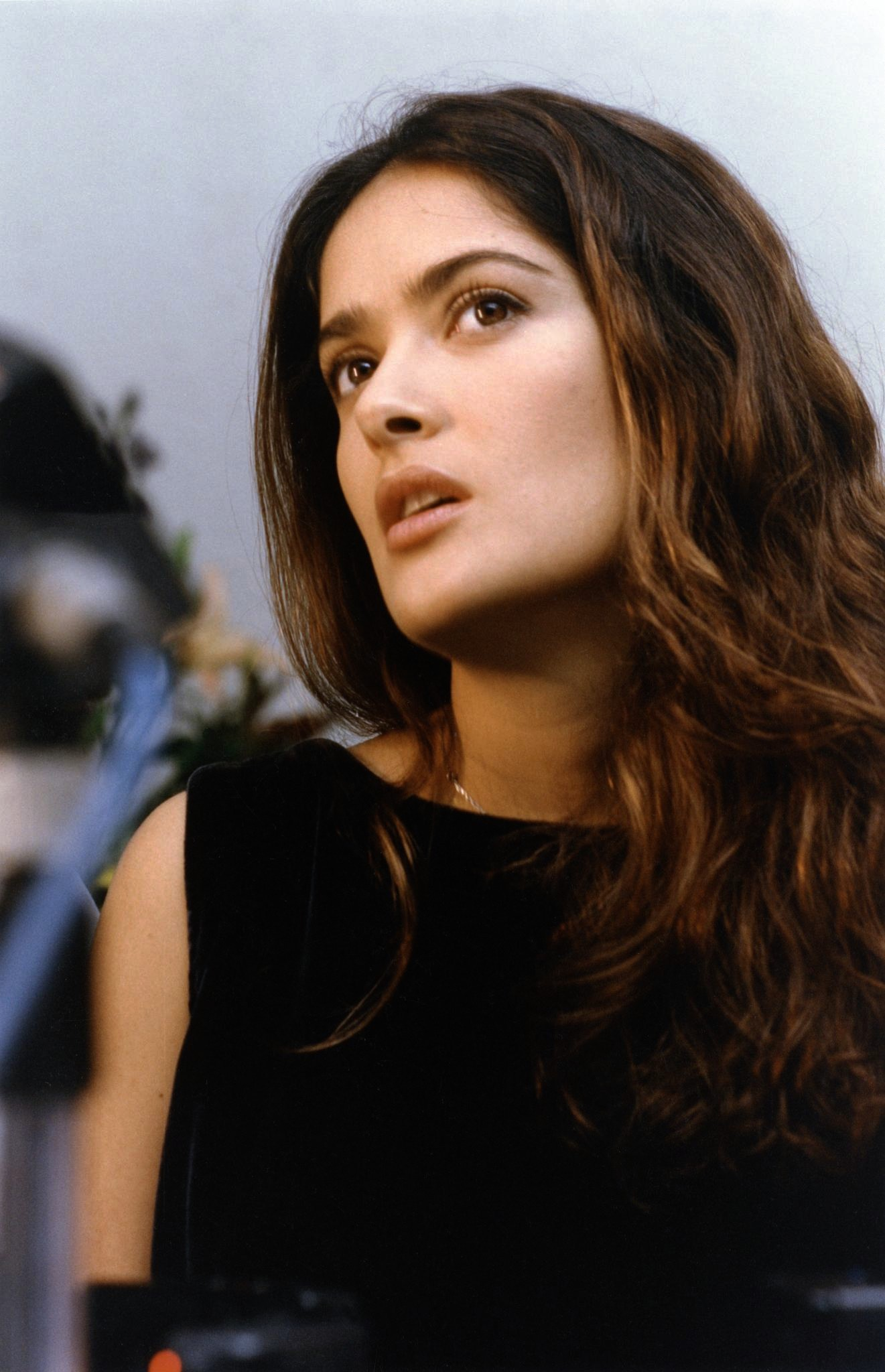
Salma Hayek în 2004

S-a născut în Coatzacoalcos, Veracruz, Mexic, cu numele Salma Hayek Jiménez. Are un frate mai mic, Sami (n. 1972), care este designer mobilier. Mama sa, Diana Jiménez Medina, este o binecunoscută cântăreață de operă, iar tatăl său, Sami Hayek Dominguez, a fost director executiv al unei companii petroliere, apoi proprietar al unei firme de echipament industrial și a candidat la postul de primar al orașului Coatzacoalcos. Tatăl său are origini libaneze, iar mama spaniole. Numele său, Salma, în arabă înseamnă „pace” sau „calm”.
A fost crescută într-o familie bogată de romano-catolici devotați, tradiționaliști și la vârsta de 12 ani a fost trimisă la „Academy of the Sacred Heart”, din Grand Coteau, Louisiana, SUA, pentru a-și continua studiile. Acolo a fost diagnosticată cu dislexie. A studiat relațiile internaționale la Universitatea Iberoamericană din Ciudad de México.

## Cariera
Și-a făcut debutul în film la vârsta de 23 de ani cu rolul Teresa în telenovela omonimă din anul 1989, care i-a adus un succes uriaș, făcând-o vedetă în Mexic. S-a mutat la Los Angeles pentru a studia actoria cu Stella Adler. Deficiențele sale de limbă engleză au fost atribuite dislexiei, afecțiune de care nu s-a îndepărtat. 

## Filmografie
| An   | Film                                          | Rol                          | Note |
| ---- | --------------------------------------------- | ---------------------------- | --- |
| 1993 | Mi Vida Loca                                  | Gata                         | |
| 1994 | Roadracers                                    | Donna                        | |
| 1995 | El Callejón de los Milagros                   | Alma                         | aka Midaq Alley Nominalizare—Ariel Award for Best Actress |
| 1995 | Desperado                                     | Carolina                     | Nominalizare—Saturn Award for Best Supporting Actress Nominalizare—MTV Movie Award for Best Kiss (Shared with Antonio Banderas) |
| 1995 | Fair Game                                     | Rita                         | |
| 1995 | Four Rooms                                    | TV Dancing Girl              | |
| 1996 | From Dusk till Dawn                           | Santanico Pandemonium        | |
| 1996 | Follow Me Home                                | Betty                        | |
| 1996 | Fled                                          | Cora                         | |
| 1997 | Fools Rush In                                 | Isabel Fuentes               | Nominalizare—Outstanding Actress in a Feature Film |
| 1997 | Breaking Up                                   | Monica                       | |
| 1997 | Sistole Diastole                              | Carmelita                    | |
| 1997 | The Hunchback                                 | Esméralda                    | |
| 1998 | 54                                            | Anita                        | Nominalizare—Outstanding Actress in a Feature Film |
| 1998 | The Velocity of Gary                          | Mary Carmen                  | Producător |
| 1998 | The Faculty                                   | Nurse Harper                 | |
| 1999 | Dogma                                         | Serendipity                  | Nominalizare—Golden Raspberry Award for Worst Supporting Actress |
| 1999 | El Coronel No Tiene Quien Le Escriba          | Julia                        | (No One Writes to the Colonel) Producer; Spanish-language |
| 1999 | Wild Wild West                                | Rita Escobar                 | Blockbuster Entertainment Award for Favorite Supporting Actress – Action Nominalizare—Outstanding Actress in a Feature Film Nominalizare—Golden Raspberry Award for Worst Supporting Actress |
| 2000 | Timecode                                      | Rose                         | |
| 2000 | La Gran Vida                                  | Lola                         | aka Living it Up |
| 2000 | Chain of Fools                                | Sgt. Meredith Kolko          | Direct-to-video |
| 2000 | Traffic                                       | Rosario                      | necreditată |
| 2001 | Hotel                                         | Charlee Boux                 | |
| 2001 | In the Time of the Butterflies                | Minerva Mirabal              | |
| 2002 | Frida                                         | Frida Kahlo                  | Producer Golden Camera for Best International Actress Imagen Award for Best Actress – Film Nominalizare—Academy Award for Best Actress Nominalizare—BAFTA Award for Best Actress in a Leading Role Nominalizare—Broadcast Film Critics Association Award for Best Actress Nominalizare—Boston Society of Film Critics Award for Best Actress Nominalizare—Chicago Film Critics Association Award for Best Actress Nominalizare—Golden Globe Award for Best Actress – Motion Picture Drama Nominalizare—Satellite Award for Best Actor - Motion Picture Drama Nominalizare—Screen Actors Guild Award for Outstanding Performance by a Female Actor in a Leading Role |
| 2003 | Spy Kids 3-D: Game Over                       | Francesca Giggles            | |
| 2003 | Once Upon a Time in Mexico                    | Carolina                     | |
| 2003 | V-Day: Until the Violence Stops               | herself                      | |
| 2004 | After the Sunset                              | Lola Cirillo                 | |
| 2006 | Ask the Dust                                  | Camilla Lopez                | |
| 2006 | Bandidas                                      | Sara Sandoval                | |
| 2006 | Lonely Hearts                                 | Martha Beck                  | Nominalizare—San Sebastián International Film Festival Award for Best Actress |
| 2007 | Across the Universe                           | Bang Bang Shoot Shoot Nurses | |
| 2009 | Cirque du Freak: The Vampire's Assistant      | Madame Truska                | |
| 2010 | Grown Ups                                     | Roxanne                      | |
| 2011 | Puss in Boots                                 | Kitty Softpaws               | (Voce) Nominalizare—Teen Choice Award for Choice Movie Actress: Action |
| 2011 | Americano                                     | Lola                         | Nominalizare—San Sebastián International Film Festival Award for Best Actress |
| 2011 | La chispa de la vida                          | Luisa                        | Nominalizare—Goya Award for Best Actress |
| 2012 | The Pirates! In an Adventure with Scientists! | Cutlass Liz                  | (Voce) |
| 2012 | Savages                                       | Elena                        | |
| 2012 | Here Comes the Boom                           | Bella Flores                 | |
| 2013 | Grown Ups 2                                   | Roxanne Chase-Feder          | Nominalizare—Golden Raspberry Award for Worst Supporting Actress |
| 2014 | Muppets Most Wanted                           | Ea însăși                    | |
| 2015 | Everly                                        |                              | |
| 2015 | How to Make Love Like an Englishman           |                              | Filmare |
| 2015 | The Prophet                                   | Kamila                       | Voce, producător |
| 2015 | Septembers of Shiraz                          |                              | Filmare |
| 2016 | Sausage Party                                 | Theresa Taco                 | Voce, filmare |

| An         | Titlu                          | Rol                             | Note |
| ---------- | ------------------------------ | ------------------------------- | --- |
| 1988       | Un Nuevo Amanecer              |                                 | telenovelă de limbă spaniolă |
| 1989       | Teresa                         | Teresa                          | telenovelă de limbă spaniolă |
| 1992       | Dream On                       | Carmela                         | episodul "Domestic Bliss" |
| 1993       | The Sinbad Show                | Gloria Contreras                | |
| 1994       | Roadracers                     | Donna                           | |
| 1994       | El Vuelo del Águila            | Juana Cata                      | telenovelă de limbă spaniolă |
| 1997       | The Hunchback                  | Esmeralda                       | Nominalizare—ALMA Award for Outstanding Individual Performance in a Made-for-Television Movie or Mini-Series in a Crossover Role |
| 1997       | Gente Bien                     | Teresa                          | invitat; telenovelă de limbă spaniolă |
| 1999       | Action                         | Ea însăși                       | invitat |
| 2001       | In the Time of the Butterflies | Minerva Mirabal                 | Producător; actriță Nominalizare—ALMA Award for Outstanding Actor/Actress in a Made for Television Movie or Miniseries Nominalizare—Broadcast Film Critics Association for Best Actress in a Picture Made for Television                                                                               |
| 2003       | The Maldonado Miracle          |                                 | Actriță; producător, regizor |
| 2003       | Saturday Night Live            | Guest Host                      | |
| 2006– 2010 | Ugly Betty                     | Sofia Reyes/Nurse în Telenovelă | Producător executiv (85 de episoade) și invitat special Nominalizare—Primetime Emmy Award for Outstanding Guest Actress in a Comedy Series — 2007 Nominalizare—Primetime Emmy Award for Outstanding Comedy Series — 2007 Nominalizare—Producers Guild of America Television Producer of the Year Award |
| 2009– 2013 | 30 Rock                        | Elisa Pedrera                   | invitat |